# Turkmenistan Airlines
Turkmenistan Airlines jsou národní turkmenské aerolinie s ředitelstvím v Ašchabadu. Byly založeny 4. května 1992.

## Destinace

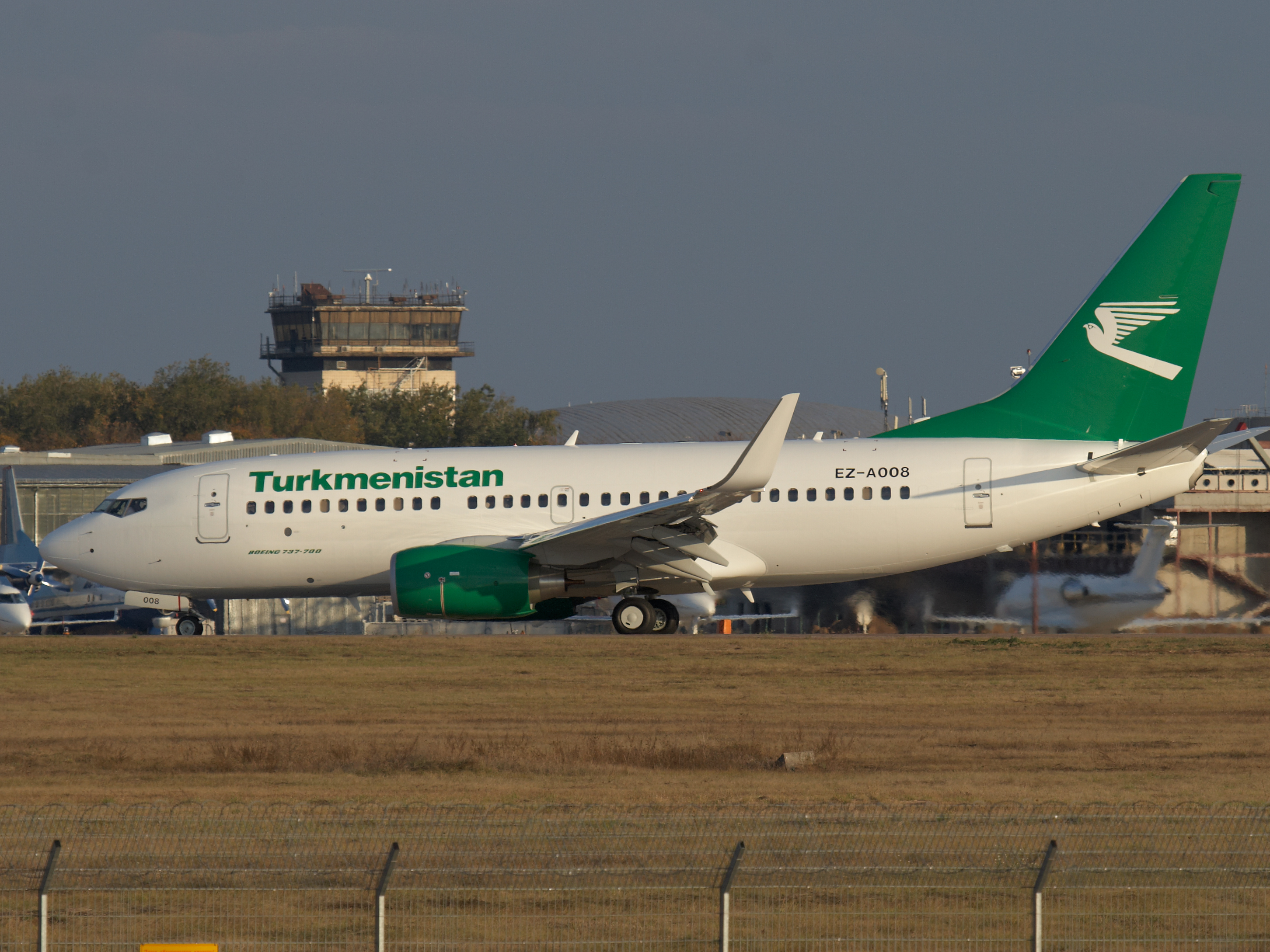
Turkmenistan Airlines Boeing 737-700 na letišti v Kiev

V září roku 2010 Turkmenistan Airlines nabízelá 5 vnitrostátních letů a 15 mezinárodních. Nedávno otevřeli lety do tureckého Istanbulu, běloruského Minsku, ruského Petrohradu a do thajského Bangkoku. Stoupl také zájem o lety do Dubaje, Frankfurtu, Londýna a Moskvy.